# اسملویه
اسملویه (به لاتین: Smeloye) یک منطقهٔ مسکونی در روسیه است که در استان آمور واقع شده‌است.